# Trimenia argyroplaga
Trimenia argyroplaga is een vlinder uit de familie van de Lycaenidae. De wetenschappelijke naam van de soort is voor het eerst gepubliceerd in 1967 door Charles Gordon Campbell Dickson.
De soort komt voor in Zuid-Afrika.
1. ↑  (en) Trimenia argyroplaga op de IUCN Red List of Threatened Species.